# Асеновець
Асе́новець (болг. Асеновец) — село в Сливенській області Болгарії. Входить до складу общини Нова Загора.

## Населення
За даними перепису населення 2011 року у селі проживали 625 осіб, з них 511 осіб (99,0 %) — болгари.
Розподіл населення за віком у 2011 році:
Динаміка населення: